# Linum thracicum
Linum thracicum är en linväxtart. Linum thracicum ingår i släktet linsläktet, och familjen linväxter.

## Underarter
Arten delas in i följande underarter:
- L. t. multiflorum
- L. t. thracicum